# Maison Tempo
La Maison Tempo (finnois : Tempon talo) est un bâtiment de style fonctionnaliste construit dans le quartier de Nalkala à Tampere en Finlande.

## Galerie

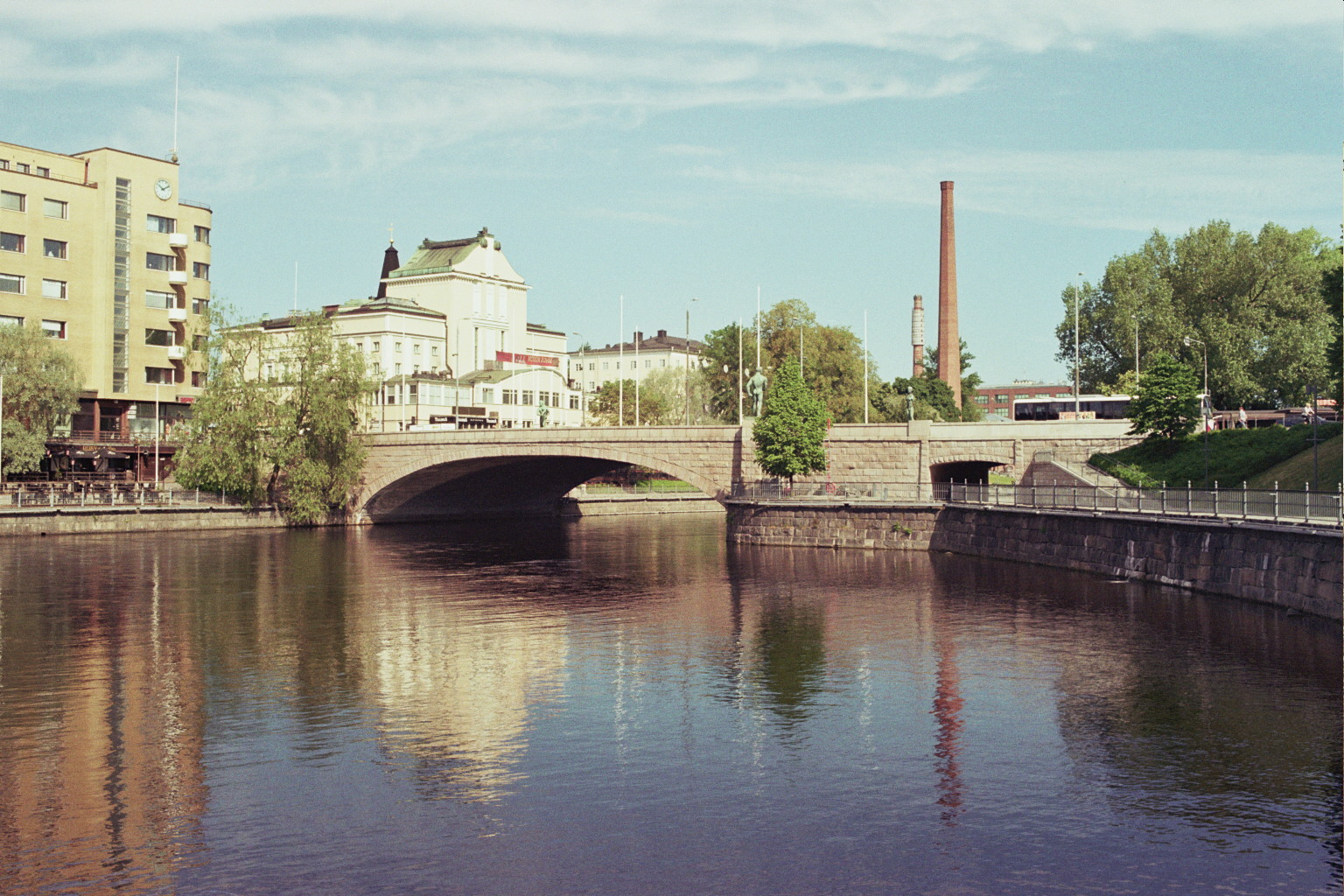
La maison Tempo à gauche derrière les Tammerkoski.
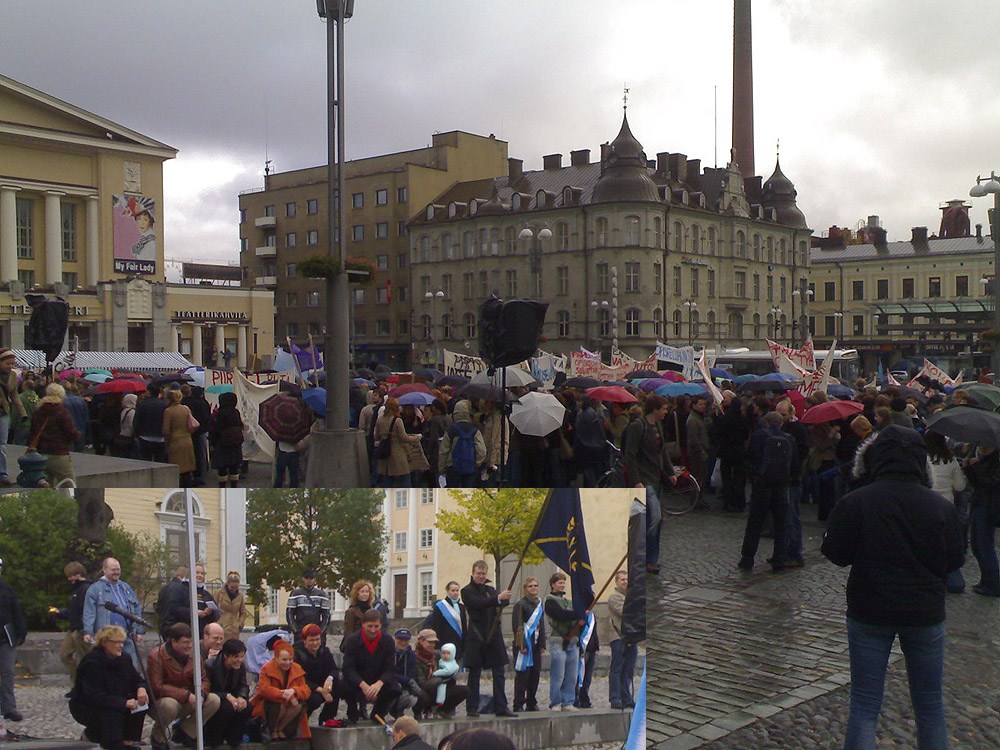
La maison Tempo au centre.